# Alex Rider (Fernsehserie)
Alex Rider ist eine britische Agententhriller-Fernsehserie, die auf der gleichnamigen Romanvorlage von Anthony Horowitz basiert. Sie handelt von dem Londoner Teenager Alex Rider, gespielt von Otto Farrant, der nach dem Tod seines Onkels von einer Unterorganisation des britischen Geheimdienstes MI6 als Agent angeworben wird.
Die erste Staffel wurde am 4. Juni 2020 auf Amazon Prime Video (in Deutschland am 7. August 2020), die Zweite am 3. Dezember 2021 auf IMDb TV und die finale Dritte am 5. April 2024 auf Amazon Freevee veröffentlicht.

## Handlung

### Erste Staffel
Der Londoner Teenager Alex Rider, zu dessen Freunden seine Haushälterin Jack Starbridge und sein filmbegeisterter Klassenkamerad Tom Harris zählen, lebt bei seinem Onkel Ian Rider, der vorgibt, Bankangestellter zu sein, aber eigentlich für die Spezialoperationenabteilung des Secret Intelligence Service (MI6) arbeitet. Bei einem Gespräch über einen seltsamen Todesfall bringt Alex Ian unwissentlich auf eine Spur, die sich um die Eliteschule Point Blanc dreht. Beim Versuch, mehr herauszufinden, wird Ian allerdings von seiner Kontaktperson Yassen Gregorowitsch getötet. Alex ist der Einzige, der an der offiziellen Todesursache zweifelt und eigene Nachforschungen anstellt. Diese erregen die Aufmerksamkeit des Geheimdienstes. Zufällig bekommt Alex mit, wie ein Geheimdienstmitarbeiter die Säuberung des Ortes, an dem Ian umkam, und von dessen Wagen anordnet. Als er diesen bis zu seinem Rückzugsort verfolgt, wird er von Alan Blunt, dem Leiter der Sondereinheit des Geheimdienstes, zu der auch Ian gehörte, über einiges informiert und um Mithilfe gebeten, damit einem Hinweis auf eine Eliteschule nachgegangen werden kann. Er weigert sich erst, ändert jedoch bereits vor einem massiven Einschüchterungsversuch seine Meinung.
Noch auf dem Heimweg von der Schule wird Alex entführt und, trotz Folter, erfolglos verhört. Als man ihm eine Akte reicht, nimmt er unbemerkt eine Büroklammer an sich, öffnet damit seine Handschellen und flieht. Die ganze Aktion stellt sich als Test des Geheimdienstes heraus, den er mit Bravour bestanden hat. Er wurde, wie sich wieder einmal zeigt, von seinem Onkel jahrelang unbewusst geschult. Der MI6 bittet ihn erneut eindringlich um seine Mithilfe. Angesichts der Chance, den Tod seines Onkels aufzuklären, willigt Alex ein. Denn neben Ian und einem unter rätselhaften Umständen gestorbenen New Yorker Geschäftsmann, dessen Sohn die Eliteschule Point Blanc besucht hat, weist noch ein dritter Fall in dieselbe Richtung. Alex ist aufgrund seines Alters, seiner Fähigkeiten und seiner Motivation ideal für den Auftrag, die Schule auszuspionieren. Um in Point Blanc eingeschleust zu werden, muss Alex eine neue Identität, die des verwahrlosten, unkontrollierbaren Sohnes einer Millionärsfamilie, annehmen, um der Zielgruppe der Erziehungsanstalt zu entsprechen.
Er wird für einige Tage im Schloss des schwerreichen Lebensmittelunternehmers David Friend untergebracht und macht sich mit dessen Familie vertraut, um seine Rolle überzeugend spielen zu können. Dabei kommt es zum Konflikt mit Friends Tochter, die das Verhalten, das Alex nur vorspielt, tatsächlich an den Tag legt. Dasselbe trifft auf ihre Freunde zu, die überraschend zu Besuch kommen und Alex zum Jagen einladen, um sich dann einen Spaß daraus zu machen, auf ihn zu schießen. Als endlich die stellvertretende Leiterin der Eliteschule, Eva Stellenbosch, vorbeikommt, um ihn kennenzulernen und seine Eignung zu prüfen, verkörpert Alex seine Scheinidentität glaubhaft. Er wird mit dem Hubschrauber in die französischen Alpen gebracht.
Dort liegt Point Blanc weit abseits der Zivilisation, was, neben der strikten Bewachung, eine Flucht unmöglich macht. Betrieben wird die Schule vom geheimnisvollen Dr. Greif, der den Schülern eine Philosophie des Kampfes und Überlegenheitsdenken einzuflößen versucht. Dr. Stellenbosch ist die treibende Kraft hinter der Einhaltung der strengen Verhaltensregeln, die die wenigen Schüler zur Disziplin erziehen sollen, und verhängt drakonische Strafen für schlechtes Verhalten. In dieser trostlosen Umgebung findet Alex schnell Anschluss bei den unbelehrbar scheinenden, anarchischen Schülern James und Laura. Diese stehen im deutlichen Gegensatz zu zwei anderen Schülern, Sasha und Arrash, die sehr diszipliniert, ordentlich und fügsam sind und an denen sich die Wirkung der Umerziehung zeigt. Er versucht mehrfach, durch seinen als MP3-Player getarnten Kommunikator seine Geheimdienstkontakte zu erreichen, scheitert allerdings. Als er sich eines Abends die Zähne putzt, wird er von Schwindel befallen und bewusstlos. Er bekommt dennoch verschwommen mit, dass eine Operation an ihm durchgeführt wird.
Nachdem Alex wieder in seinem Bett aufgewacht ist, erzählt er beim Frühstück von der Nacht, was er als Traum sieht, bis er erfährt, dass die Schülerin Kyra dasselbe erlebt hat. Als Laura, die am Tag zuvor noch zusammen mit ihm und James Unfug getrieben hat, eintritt, ist ihr Verhalten deutlich verändert, und sie gesellt sich zu den ruhigen und beherrschten Schülern Sasha und Arrash. Da sie zuletzt wegen einer Erkältung beim Anstaltsarzt war, vermuten Alex, James und Kyra, dass sie dort in ähnlicher Form umgepolt wurde, auf welchem Wege auch immer.
Die drei beginnen, Fluchtpläne zu machen: Dank Alex’ Finesse schaffen sie es, sich in Dr. Greifs Büro zu schleichen. Das ermöglicht ihnen, die PIN der Türen der Anlage zu ändern. Als James wenig später versucht, nach draußen zu gelangen, wird er festgenommen und in Stellenboschs Büro gebracht, ohne wieder herauszukommen. Als sich Alex und Kyra später in dem Raum umsehen, entdecken sie einen Geheimgang, der in das ansonsten unzugängliche Obergeschoss der Schule führt. Dort entdecken sie detailgetreue Nachbildungen ihrer eigenen Schlafräume mitsamt persönlichen Anpassungen und ein Überwachungssystem, das es ermöglicht, sie dort rund um die Uhr zu beobachten.
Am nächsten Morgen erscheint James wieder. Er ist genauso verändert wie Laura und verhält sich unnatürlich still und gefasst. Kyra und Alex sind die Einzigen, die sich noch normal verhalten. Aus einem belauschten Gespräch zwischen Greif und Stellenbosch wissen sie, dass Kyra als Nächste an der Reihe sein soll. Sie will daher um jeden Preis fliehen, während er noch bleiben möchte, um das Rätsel um den Tod seines Onkels zu lüften. Sie trennt sich von ihm und flüchtet nach draußen, was die Aufmerksamkeit der Wachen auf sich zieht. Nachdem die Durchsuchung des Obergeschosses keine Antworten geliefert hat, begibt sich Alex in den Keller. Dort findet er die echten Schüler eingesperrt vor, darunter auch die Söhne der beiden verstorbenen Millionäre. Er erfährt, dass Dr. Greif mehrere Klone von sich hat anfertigen lassen, die zu Ebenbildern der Schüler umoperiert wurden, um anschließend deren Verhalten so gut zu studieren, dass sie sie sogar zu Hause darstellen können.
Kurz darauf wird Alex festgenommen, doch Kyra, die ihre Flucht abgebrochen hat, taucht auf und befreit ihn. Während sie sich versteckt hält, wagt er einen Fluchtversuch, indem er ein Bügelbrett als Snowboard benutzt, um den Berg hinunterzufahren. Bei seiner Flucht wird Alex auf einer Straße von einem Schneepflug angefahren. Den Unfall ausnutzend, täuscht er seinen Tod vor, um Greif und Stellenbosch in falsche Sicherheit zu wiegen.
Wieder mit dem Geheimdienst und seinen Kontaktpersonen Blunt und Jones vereint, wird ein Plan gefasst, um Point Blanc zu stürmen und die Gefangenen zu befreien. Durchgeführt wird diese Aktion von seinen einstigen Entführern, was Alex anfangs Unwohlsein bereitet, doch sie geben sich Mühe, sein Vertrauen zu erwerben. Von ihm geleitet nähern sie sich unentdeckt dem Gelände, schalten die Wachen aus und dringen ins Innere vor. Die Klone werden ausfindig gemacht und fast alle gefesselt. Der Doppelgängerin von Kyra gelingt es, Alex in eine Falle und zu Dr. Stellenbosch zu führen. Er liefert sich einen Kampf mit ihr, der zur Zerstörung des Labors und ihrem Tod führt.
Die Gruppe findet die echte Kyra, die inzwischen die Gefangenen befreit hat. Dr. Greif wird festgenommen und ebenso wie Alex nach London gebracht. Zu spät erkennt man, dass es einen weiteren Klon gab, nämlich einen Doppelgänger von Alex. Dieser hat inzwischen Point Blanc verlassen und ist nach London aufgebrochen, um sich zu rächen. Derweil wird Dr. Greif auf dem Weg zu einer neuen Unterkunft von Yassen Gregorowitsch getötet. Dieser war nicht nur der Mörder von Ian, sondern vermittelte auch zwischen Greif und dessen geheimen Auftraggebern.
Alex versucht sich, da sein Auftrag beendet ist, wieder in sein altes Leben einzufinden, aber seine jüngsten Erfahrungen plagen ihn. Gleichzeitig ist auch sein Klon vor Ort, den nicht einmal seine Freunde Jack und Tom von ihm unterscheiden können. Der Klon erodiert gezielt das Vertrauen anderer zum echten Alex, was diesen weiter belastet. Beim Schulball bittet der Klon Tom, ihn an einen ungestörten Ort zu begleiten, und greift ihn dort an. Der echte Alex erscheint in letzter Sekunde, und es kommt zum Kampf, der auf der Tanzfläche des Balls weitergeht und auf dem Schulhof endet.
Während die herbeigeeilten Geheimdienstler die beiden Doppelgänger nicht unterscheiden können, schlägt Tom den Klon ohne Zögern nieder. Als der Klon dann überraschend eine Waffe zückt, wird er von Gregorowitsch, der auf dem Dach Stellung bezogen hat, erschossen. Am Ende erfährt Alex, dass Gregorowitsch ein totgeglaubtes Mitglied der untergegangenen Terrororganisation SCORPIA ist, die wahrscheinlich der Auftraggeber für Greif war, und dass sein Onkel als Einziger die Verbindung durchschaut hatte. Alex entscheidet sich, zu seinem alten, gewöhnlichen Leben zurückzukehren.

### Zweite Staffel
Nach den Ereignissen in Point Blanc versucht Alex seine Vergangenheit hinter sich zu lassen, jedoch wird er von Halluzinationen und Albträumen von Gregorovitch heimgesucht. Aus diesem Grund schlägt Jack vor, zusammen mit Tom einen Campingausflug nach Cornwall zu unternehmen. Dort surft Jack und lernt Sabina Pleasance kennen. Die junge Frau wohnt mit ihrem Vater, dem Reporter Ed, in einem Haus. Als dieses explodiert und Ed schwer verletzt wird, sieht Alex Gregorovitch erneut und ist sich sicher, dass dies keine Halluzinationen sind, sondern der Wirklichkeit entspricht. Die Polizei glaubt ihm jedoch nicht, und als Alex ihnen die Nummer vom MI6 gibt, ist diese nicht erreichbar.
Zurück in London sucht Alex das Hauptquartier von Blunt auf, muss jedoch feststellen, dass diese umgezogen sind und ihn ignorieren. Zusammen mit Tom sucht er nach Blunt und Jones. Dabei kommen sie auch Smoking Mirror auf die Spur, der Monate zuvor versucht hat, das Pentagon zu hacken. Dieser versucht nun, Ed zu besuchen, da die beiden an einer Enthüllungsgeschichte um Damian Cray gearbeitet haben. Smoking Mirror kann fliehen und wird später von Gregorovitch getötet. Alex gelingt doch noch der Kontakt mit Blunt und wird aufgefordert, aufzuhören, Agent zu spielen, und sich nicht in Blunts Angelegenheit einzumischen. Alex ignoriert dies und recherchiert weiter. Er erkennt, dass alle Fäden zu Damian Cray führen, und macht ihn für die Anschläge verantwortlich. Er schleust sich als Testspieler für Feathered Serpent 2 ein, ein neu entwickeltes Spiel, das Damian in wenigen Tagen veröffentlichen will. Alex stiehlt das Spiel und kann mit Kyras Hilfe fliehen. Zusammen mit Tom kommen die beiden dahinter, dass in dem Code des Spiels mehr steckt als ursprünglich gedacht. Kyra kann ihn knacken und kann nun auf die Craystar-Zentrale in Amsterdam zugreifen. Alex merkt, dass er vom MI6 überwacht wird, und kann alle Peilsender entfernen, um unbemerkt mit Tom und Kyra nach Amsterdam zu reisen.
Parallel versuchen Blunt und Jones Damian davon zu überzeugen, dass ein Attentat auf die Präsidentin Walker geplant ist, mit der sich Damian treffen möchte. Gemeinsam möchten sie ein Projekt gegen Drogenkonsum vorantreiben, da Damians Bruder an einer Überdosis gestorben ist. Der MI6 glaubt, dass die Organisation Scorpia wieder aktiv ist und hinter den Angriffen steckt. Sie ahnen nicht, dass Damian mit Scorpia zusammenarbeitet, um seine Ziele zu erreichen.
Alex, Tom und Kyra können mit einem Trick in Amsterdam die Hauptzentrale von Craystar infiltrieren. Dort gelangen Alex und Kyra an den verschlüsselten Code des Spiels. Jedoch werden die beiden von Damian und seiner Chef-Programmiererin Evelyn ertappt. Die beiden werden eingesperrt. Mit Hilfe von Tom und Jack, die ein Ablenkungsmanöver starten, können sie fliehen und Jones den Code übergeben. Zu Hause erhält Alex einen Anruf wegen einer Ampulle mit einem Daumenabdruck, die er von Damian gestohlen hat, der sie zurückhaben will. Im Gegenzug wird Damian Sabina freilassen, die Gregorovitch zuvor entführt hat.
Alex übergibt den Daumenabdruck, der sich als der der Präsidentin entpuppt. Damian befiehlt daraufhin, Alex und Sabina zu töten, doch Gregorovitch schlägt vor, sie stattdessen als Gefangene zu halten. Damian begibt sich zum Stützpunkt der Air Force One und nimmt Sabina als Sicherheit mit. Alex entkommt und versteckt sich in einem Lastwagen, der zum Luftwaffenstützpunkt fährt. Tom entdeckt, dass Alex verschwunden ist, und informiert das MI6. Alex hat einen der Peilsender mitgenommen, um lokalisiert zu werden. Der MI6 hält das Abendessen für eine Falle und lässt die Präsidentin evakuieren. Damian geht an Bord der Air Force One und startet das Spiel. Durch die 200 Millionen Logins für das Spiel erschafft Damian einen Supercomputer, der in der Lage ist, die Codes für den Abschuss von Atomwaffen zu erlangen. Mit Hilfe der Deepfake-Technologie gibt er sich als Präsidentin Walker aus und bereitet den Abschuss von Atombomben vor, um alle Gebiete auf der Welt auszulöschen, von denen bekannt ist, dass dort Drogen hergestellt werden. Dadurch würden 1,14 Millionen Zivilisten getötet. Alex und Sabina versuchen ihn aufzuhalten und verletzen dabei Gregorovitch. Damian gelingt es jedoch, Alex zu überwältigen. Bevor Damian Alex ermorden kann, tötet Gregorovitch Damian. Bevor Gregorovitch fliehen kann, sagt er Alex, dass er die Witwe finden soll, um Scorpia sowie seine eigene Vergangenheit zu finden. Alex kann den Start der Atombomben verhindern. Als Dankeschön des MI6 wird Jack zu Alex’ ständigem gesetzlichen Vormund ernannt.

### Dritte Staffel
Alex, Tom und Kyra suchen weiter nach der Witwe und finden diese in Malta. Die Witwe stellt sich als Julia Rothman heraus, die an einer Geheimoperation namens Invisible Sword arbeitet. Parallel dazu wird die britische Innenministerin, Laura Kellner, von Scorpia erpresst. Wenn sie nicht auf deren Forderungen eingeht, werde ganz London unter den Folgen leiden. Kellner beauftragt das MI6 mit der Analyse und Identifizierung der Erpresser. Diese Nachforschungen fordern jedoch Menschenleben, woran gerade Jones zu nagen hat, sodass sie ihren Dienst nach der laufenden Mission beenden möchte.
Alex findet Kontakt zu Rothman und wird in deren Organisation aufgenommen. Sie kennt Alex’ wahre Identität als MI6-Agent und teilt ihm mit, dass Alex’ Vater ein Scorpia-Agent gewesen und von Jones erschossen worden sei. Alex wird von Gregorovitch zum Mitglied ausgebildet. Ihre erste gemeinsame Mission ist ein Einbruch in der Villa von Max Grendel, einem Vertrauten von Rothman, der jedoch gegen Invisible Sword war und deshalb von Gregorovitch erschossen wird. Alex wird auch auf Jones angesetzt, bringt es jedoch nicht über sich, sie zu töten. Das MI6 bestätigt den Tod einer Agentin, um Scorpia in Sicherheit zu wiegen. Beim MI6 erfährt Alex, dass sein Vater ein Doppelagent und für das MI6 tätig war. Sein Tod wurde nur vorgetäuscht. Rothman, die in John verliebt war, bekam davon Wind und ließ Alex’ Eltern umbringen. Sie will sich nun mit Invisible Sword am MI6 rächen.
Bei Invisible Sword handelt es sich um ein unsichtbares Gift, das den Leuten verabreicht wird. Mit Hilfe von Terahertz-Strahlung wird es aktiviert und führt innerhalb von Sekunden zum Tod. Alex und seine Freunde können in letzter Sekunde das Strahlengerät zerstören, während Jones Rothman tötet. Blunt legt seine Leitungsposition beim MI6 nieder, die Jones übernimmt. Diese möchte gerne Alex als Agenten haben. Alex jedoch nimmt das Angebot nicht an, da er mit Jack, Tom und Kyra, die mittlerweile seine Freundin ist, ein normales Leben führen möchte.

## Besetzung und Synchronisation
Die deutsche Synchronisation erstellt die Synchronfirma SDI Media Germany GmbH in München nach einem Dialogbuch und unter der Dialogregie von Dominik Auer.
| Rolle               | Schauspieler         | Hauptrolle (Folgen)  | Nebenrolle (Folgen) | Synchronsprecher        | Beschreibung                                                                        |
| ------------------- | -------------------- | -------------------- | ------------------- | ----------------------- | ----------------------------------------------------------------------------------- |
| Alex Rider          | Otto Farrant         | 1.01–3.08            |                     | Maximilian Belle        | ein Londoner Teenager, der von der Abteilung für Spezialoperationen rekrutiert wird |
| Jack Starbright     | Ronkẹ Adékoluẹjo     | 1.01–3.08            |                     | Angela Wiederhut        | Haushälterin und Freundin von Alex, später auch gesetzlicher Vormund                |
| Tom Harris          | Brenock O’Connor     | 1.01–3.08            |                     | Felix Mayer             | bester Freund von Alex                                                              |
| Alan Blunt          | Stephen Dillane      | 1.01–3.08            |                     | Hans-Georg Panczak      | Leiter der Abteilung für Spezialoperationen                                         |
| Mrs Jones           | Vicky McClure        | 1.01–3.08            |                     | Katharina Müller-Elmau  | stellvertretende Leiterin der Abteilung für Spezialoperationen                      |
| Yassen Gregorovitch | Thomas Levin         | 1.01–3.08            |                     | Dominik Auer            | Profikiller, der für die Organisation Scorpia arbeitet                              |
| Dr. Hugo Greif      | Haluk Bilginer       | 1.02–1.08            |                     | Martin Umbach           | Leiter von Point Blanc                                                              |
| Eva Stellenbosch    | Ana Ularu            | 1.02–1.07            |                     | Jacqueline Belle        | stellvertretende Leiterin von Point Blanc                                           |
| Kyra Vashenko-Chao  | Marli Siu            | 1.04–1.08, 2.04–3.08 |                     | Laura Maire             | Schülerin in Point Blanc und Hackerin, mit der sich Alex anfreundet                 |
| Sabina Pleasance    | Charithra Chandran   | 2.01–2.08            |                     | Eleni Möller            | Tochter eines Journalisten, der ein Buch über Damian Cray schreibt                  |
| Jo Byrne            | Rakie Ayola          | 2.01–2.08            |                     | Ulla Wagener            | Direktorin der CIA (Central Intelligence Agency)                                    |
| Damian Cray         | Toby Stephens        | 2.03–2.08            |                     | Markus Pfeiffer         | Milliardär und Entwickler des Spiels „Feathered Serpent“                            |
| Evelyn              | Gwyneth Keyworth     | 2.03–2.08            |                     |                         | Programmiererin des Spiels „Feathered Serpent“                                      |
| Nile                | Jason Wong           | 3.01–3.08            |                     | Leonard Hohm            | für Scorpia tätiger Killer                                                          |
| Julia Rothman       | Sofia Helin          | 3.01–3.08            |                     | Dagmar Dempe            | Reiche Witwe und insgeheim Agentin von Scorpia                                      |
| Max Grendel         | Kevin McNally        | 3.01–3.06            |                     | Christoph Jablonka      | Hochrangige Persönlichkeit innerhalb von Scorpia                                    |
| Laura Kellner       | Shelley Conn         | 3.02–3.08            |                     | Melanie Manstein        | Innenministerin des Vereinigten Königreiches                                        |
| Ian Rider           | Andrew Buchan        |                      | 1.01                | Alexander Wohnhaas      | Onkel von Alex und Agent der Abteilung für Spezialoperationen                       |
| John Crawley        | Ace Bhatti           |                      | 1.01–3.08           | Jakob Riedl             | Personalchef der Abteilung für Spezialoperationen                                   |
| Martin Wilby        | Liam Garrigan        |                      | 1.01–1.04           | Manou Lubowski          | Agent der Abteilung für Spezialoperationen                                          |
| Parker Roscoe       | George Sear          |                      | 1.01, 1.04–1.07     | Leonard Rosemann        | ehemaliger Schüler in Point Blanc                                                   |
| Ayisha              | Shalisha James-Davis |                      | 1.01–1.03, 1.08     | Laura Jenni             | Klassenkameradin von Alex und Tom                                                   |
| Smithers            | Nyasha Hatendi       |                      | 1.02–3.08           | René Oltmanns           | Quartiermeister der Abteilung für Spezialoperationen                                |
| Wolf                | Howard Charles       |                      | 1.02, 1.06–1.08     | Simon Pearce            | Leiter eines Squads des Special Air Service (SAS)                                   |
| Laura               | Katrin Vankova       |                      | 1.04–1.07           | Lara Wurmer             | Schülerin in Point Blanc                                                            |
| James               | Earl Cave            |                      | 1.04–1.07           | Tobias John von Freyend | Schüler in Point Blanc                                                              |
| Sasha               | Talitha Wing         |                      | 1.04–1.07           | Regina Beckhaus         | Schülerin in Point Blanc                                                            |
| Arrash              | Nathan Clarke        |                      | 1.04–1.07           | Tobias Kern             | Schüler in Point Blanc                                                              |
| Jay Harris          | Emmet Byrne          |                      | 3.01–3.02           | Benjamin Krause         | älterer Bruder von Tom Harris                                                       |

## Produktion
Im Mai 2017 berichtete das Magazin Variety, dass sich Eleventh Hour Films die Filmrechte für die Romanserie Alex Rider gesichert habe und beabsichtige, die Serie für Streaminganbieter zu produzieren. Guy Burt wurde als Showrunner engagiert. Im Juli 2019 berichtete das Magazin, dass Eleventh Hour Films eine achtteilige Staffel gemeinsam mit Sony Pictures Television plane. Diese solle auf Point Blanc, dem zweiten Buch der Buchreihe, basieren. Horowitz wurde als Executive Producer angekündigt. Sony kümmerte sich dabei um das Aufbringen finanzieller Mittel und das Finden einer Plattform für die Ausstrahlung der Serie.
Im September 2019 wurde ein erster Teaser der Serie veröffentlicht. Otto Farrant, Brenock O’Connor, Stephen Dillane, Vicky McClure, Andrew Buchan, Ronkẹ Adékoluẹjo, Ace Bhatti und Nyasha Hatendi wurden als Besetzung angekündigt. Regisseure sollten Andreas Prochaska und Christopher Smith sein. Die achtteilige erste Staffel, die auf dem zweiten Roman Gemini-Project basiert, wurde zwischen März und September 2019 in London und die Szenen in den französischen Alpen in der Gegend um Sinaia im Kreis Prahova (Rumänien) gedreht.
Im November 2020 wurde die Serie um eine zweite Staffel verlängert, die auf dem vierten Band Eagle Strike basieren soll. Hierfür wurden Toby Stephens, Rakie Ayola und Charithra Chandran engagiert. Die Dreharbeiten sollten ursprünglich Ende 2020 beginnen, wurden jedoch wegen der COVID-19-Pandemie auf Anfang 2021 verschoben. Gedreht wurde zwischen Februar und Juni 2021 in Bristol, Cornwall und Cardiff. Außerdem fanden Aufnahmen in einer ehemaligen British Airways Boeing 747-400 statt.
Eine dritte und letzte Staffel wurde im August 2022 bestellt. Diese soll auf dem fünften Roman Scorpia basieren. Als neue Darsteller wurden neben Shelley Conn, Kevin McNally und Jason Wong auch die schwedische Schauspielerin Sofia Helin gecastet. Die Dreharbeiten fanden zwischen Oktober 2022 und März 2023 statt. Gedreht wurde erneut in Bristol, am Cardiff Bay Barrage, in Gloucester sowie in Kroatien und Malta.

## Episodenliste

### Staffel 1
| Nr. (ges.) | Nr. (St.) | Deutscher Titel | Originaltitel | Erstausstrahlung Vereinigtes Königreich | Deutschsprachige Erstausstrahlung (D) | Regie             | Drehbuch |
| ---------- | --------- | --------------- | ------------- | --------------------------------------- | ------------------------------------- | ----------------- | -------- |
| 1          | 1         | Geheimnis       | Lies          | 4. Juni 2020                            | 7. Aug. 2020                          | Andreas Prochaska | Guy Burt |
| 2          | 2         | Identität       | Interrogation | 4. Juni 2020                            | 7. Aug. 2020                          | Andreas Prochaska | Guy Burt |
| 3          | 3         | Point Blanc     | Friends       | 4. Juni 2020                            | 7. Aug. 2020                          | Andreas Prochaska | Guy Burt |
| 4          | 4         | Undercover      | Deep Cover    | 4. Juni 2020                            | 7. Aug. 2020                          | Andreas Prochaska | Guy Burt |
| 5          | 5         | Fluchtplan      | Secrets       | 4. Juni 2020                            | 7. Aug. 2020                          | Christopher Smith | Guy Burt |
| 6          | 6         | Verschwörung    | Escape        | 4. Juni 2020                            | 7. Aug. 2020                          | Christopher Smith | Guy Burt |
| 7          | 7         | Gemini-Projekt  | Incursion     | 4. Juni 2020                            | 7. Aug. 2020                          | Christopher Smith | Guy Burt |
| 8          | 8         | Doppelgänger    | Truth         | 4. Juni 2020                            | 7. Aug. 2020                          | Christopher Smith | Guy Burt |

### Staffel 2
| Nr. (ges.) | Nr. (St.) | Deutscher Titel | Originaltitel | Erstausstrahlung Vereinigtes Königreich | Deutschsprachige Erstausstrahlung (D) | Regie           | Drehbuch |
| ---------- | --------- | --------------- | ------------- | --------------------------------------- | ------------------------------------- | --------------- | -------- |
| 9          | 1         | Surfen          | Surf          | 3. Dez. 2021                            | 3. Dez. 2021                          | Rebecca Gatward | Guy Burt |
| 10         | 2         | Jagd            | Hunt          | 3. Dez. 2021                            | 3. Dez. 2021                          | Rebecca Gatward | Guy Burt |
| 11         | 3         | Spiegel         | Mirror        | 3. Dez. 2021                            | 3. Dez. 2021                          | Rebecca Gatward | Guy Burt |
| 12         | 4         | Schlange        | Serpent       | 3. Dez. 2021                            | 3. Dez. 2021                          | Rebecca Gatward | Guy Burt |
| 13         | 5         | Bedrohung       | Threats       | 3. Dez. 2021                            | 3. Dez. 2021                          | Jon Jones       | Guy Burt |
| 14         | 6         | Überfall        | Heist         | 3. Dez. 2021                            | 3. Dez. 2021                          | Jon Jones       | Guy Burt |
| 15         | 7         | Mörder          | Assassin      | 3. Dez. 2021                            | 3. Dez. 2021                          | Jon Jones       | Guy Burt |
| 16         | 8         | Schlag          | Strike        | 3. Dez. 2021                            | 3. Dez. 2021                          | Jon Jones       | Guy Burt |

### Staffel 3
| Nr. (ges.) | Nr. (St.) | Deutscher Titel      | Originaltitel   | Erstausstrahlung Vereinigtes Königreich | Deutschsprachige Erstausstrahlung (D) | Regie             | Drehbuch |
| ---------- | --------- | -------------------- | --------------- | --------------------------------------- | ------------------------------------- | ----------------- | -------- |
| 17         | 1         | Witwe                | Widow           | 5. Apr. 2024                            | 5. Apr. 2024                          | Andreas Prochaska | Guy Burt |
| 18         | 2         | Labor                | Lab             | 5. Apr. 2024                            | 5. Apr. 2024                          | Andreas Prochaska | Guy Burt |
| 19         | 3         | Feind                | Enemy           | 5. Apr. 2024                            | 5. Apr. 2024                          | Andreas Prochaska | Guy Burt |
| 20         | 4         | Rekrut               | Recruit         | 5. Apr. 2024                            | 5. Apr. 2024                          | Andreas Prochaska | Guy Burt |
| 21         | 5         | Rache                | Revenge         | 5. Apr. 2024                            | 5. Apr. 2024                          | Brian O’Malley    | Guy Burt |
| 22         | 6         | Zielscheibe          | Target          | 5. Apr. 2024                            | 5. Apr. 2024                          | Brian O’Malley    | Guy Burt |
| 23         | 7         | Schuss               | The Shot        | 5. Apr. 2024                            | 5. Apr. 2024                          | Brian O’Malley    | Guy Burt |
| 24         | 8         | Unsichtbares Schwert | Invisible Sword | 5. Apr. 2024                            | 5. Apr. 2024                          | Brian O’Malley    | Guy Burt |

## Musik
Der Titelsong des Episodenintros ist The World Is Mine von Samm Henshaw.

## Rezeption
Bei IMDb wird die Serie mit 7,5 von 10 Sternen bewertet. In der Community-Wertung von Rotten Tomatoes erreicht die Serie 90 %.
Tim Krüger auf Serienjunkies.de: „Zwar wird das Coming-of-Age- und Spionage-Genre sicherlich nicht mit bahnbrechenden Ideen komplett auf den Kopf gestellt, aber dafür liefert man rundum einen wirklich ordentlichen Einstand ab, der auch nicht wirklich etwas falsch macht. Wer sich also gerne in der Welt der Geheimdienste und ihrer Schlagabtausche verliert, hat gute Chancen, hier unterhalten zu werden.“
Filmdienst.de vergab nach der ersten Staffel zwei von fünf möglichen Sternen und kritisierte, dass die Serie sich zwar an ihre erwachsenen Vorbilder James Bond und Jason Bourne anlehne, „aufgrund dramaturgischer Nachlässigkeiten“ allerdings ihre Chance verspiele, „durch den jugendlichen Protagonisten eine neue Perspektive zu öffnen“.